# Sudão nos Jogos Olímpicos de Verão de 1992
O Sudão competiu nos Jogos Olímpicos de Verão de 1992 em Barcelona, Espanha.

## Resultados por Evento

### Atletismo
100m masculino
- Adam Hassan Sakak
  - Eliminatórias — 11.12 (→ não avançou)

Salto em distância masculino
- Khalid Mosa
  - Classificatória — 7,03 m (→ não avançou)